# Варлаам Ґеловані
Варлаам Ґеловані (14 квітня 1878 — 22 лютого 1915) — адвокат та політик у Російській імперії.   

## Життєпис
Варлаам Ґеловані був молодшим сином князя Левана Ґеловані і Деспіни Шервашидзе. Родовий маєток — с. Спатогорі, Кутаїської губернії Російської імперії, нині в складі Грузії. 
Нероздільно з братами, Костянтином і Платоном володів маєтком у Лечхумському повіті Кутаїської губернії (близько 1000 десятин лісу і 200 десятин орних земель). Закінчив юридичний факультет Санкт-Петербурзького Імператорського університету і працював помічником Присяжного Повіреного тамтешньої судової палати. В активне політичне і громадське життя включився як член народницької групи Петроградської адвокатури. Переконаний соціал-федераліст, який мріяв про відродження Грузії, він стверджував: 

Не в запереченні особливих інтересів маленьких націй, а в їх поєднанні з завданнями величезного цілого — єдиний шлях до здорового державного будівництва.

Деякий час перебував на посаді секретаря «Трудової групи» в III Державній думі Російської імперії. Повернувшись вкінці сесії (1912) на Кавказ, був обраний в IV Державну думу від Кутаїської губернії за списком соціалістів-федералістів, від групи «трудовиків». Був головою одного з шахових клубів Санкт-Петербурга. Варлам Ґеловані був також обраний секретарем Петербурзького відділення Товариства Злуки Народностей Російської імперії (під головуванням графа Івана Толстого). Був особистим другом Олександра Керенського (разом з ним, в приватних бесідах зізнавався, що «Ми гриземося»). 

## IV Державна дума
Вибори до четвертої Державної Думи відбулися у вересні—жовтні 1912 року. До цього часу у РСДРП в Грузії з'явився серйозний конкурент — Національно-демократична партія, і симпатії виборців явно схилилися в бік її представників. На Кавказі, як і раніше, повинні були бути обрані 10 депутатів Державної Думи. Відновити свій ослаблий вплив у Тифліській губернії грузинським соціал-демократам меншовикам вдалося шляхом залучення симпатій вірменського населення.  
З 21 виборців у Тифліській губернії 15 були вірменами. Завдяки саме їх підтримці меншовик Чхеїдзе Ніколоз знову став депутатом. Зате в Кутаїській губернії перемогу здобули національно-демократичні сили: від цієї губернії депутатом був обраний їхній представник Варлаам Ґеловані. Соціал-демократи перемогли в Батумській і Карський областях і Сухумському окрузі, депутатом від яких обрали меншовика Акакія Чхенкелі. Матвій Скобелєв, який отримав мандат від російського населення Кавказу, теж був соціал-демократом. Лідером соціал-демократичної фракції в Державній Думі знову став Чхеїдзе Ніколоз. 
Четверта Державна Дума займає важливе місце в грузинській історії: саме там було поставлено питання про автономію Грузії. Постановка цього питання пов'язана з іменами Акакія Чхенкелі і Варлаама Ґеловані.  
10 грудня 1912 року, виступаючи з трибуни четвертої Думи, Акакій Чхенкелі виголосив промову, короткий зміст якої можна сформулювати наступним чином: 1) національне питання є надто важливим для такої багатонаціональної країни, як Російська імперія; 2) для того щоб Російська держава була сильною, необхідно розробити національну політику, однаково прийнятну як для росіян, так і для представників інших національностей; 3) слід скасувати всі закони, що обмежують права неросійських народів; 4) Грузія, грузинський народ на собі відчули всі негаразди національного гніту; 5) соціал-демократія буде боротися, захищаючи інтереси всіх пригноблених народів; 6) кожна нація, яка проживає в Російській імперії, повинна отримати право на створення власних виконавчих органів; 7) соціал-демократична фракція зробить все, аби прискорити процес створення таких органів. Хоча Акакій Чхенкелі в цьому виступі жодного разу не вжив слово «автономія», але, говорячи про «власні виконавчі органи», він мав на увазі саме це.
У своєму виступі в Державній Думі 13 грудня 1912 року Варлаам Ґеловані прямо поставив питання про створення територіальної автономії Грузії в складі Російської імперії. Хоча ніяких практичних наслідків цей виступ не викликав, сам факт постановки питання про автономію Грузії був вельми важливим. 
Діяльність грузинських політиків в Державній Думі чотирьох скликань багато в чому визначив обличчя грузинської політичної еліти. Набутий в результаті цієї діяльності досвід був використаний в процесі відтворення державності Грузії в 1918—1921 роках. 

## Перша світова війна
Як тільки була оголошена війна, князь Варлаам Ґеловані вирушив на німецький фронт командиром санітарного загону Державної Думи. Під Августовим (місто на північному сході Польщі) особисто виносив з-під обстрілу поранених бійців і був нагороджений Георгіївською медаллю і відзнакою Червоного Хреста.  
На початку 1915 року направлений на Кавказький фронт. У лазареті заразився на висипний тиф, від якого і помер 22 лютого 1915 року. 
Некролог на смерть Варлаама Ґеловані, написаний Олександром Керенським і опублікований в Петроградському журналі «Північна зірка», закінчується такими словами: 

Любий друже, нестерпно важко усвідомлювати, що тебе немає і не буде більше поруч з нами! Ти пішов, залишивши нам новий приклад того, як повинні йти люди боргу. О, якби й у нас вистачило сил, коли прийде час, так само просто і до кінця виконати наш борг. 24 лютого 1915 р. О. Керенський

Незабаром після смерті в Петрограді було створено «Освітнє товариство імені князя Варлаама Ґеловані», що ставив собі за мету турботу про сиріт загиблих в боях воїнів, відкриття шкіл, дитячих садків, видання підручників, підтримку церкви і пам'яток історії та архітектури (його статут було затверджено вже при Тимчасовому уряді, у квітні 1917).

## Родина
- Батько — князь Леван Ґеловані — підпоручик міліції, учасник російсько-турецької війни 1877—1878 рр.
- Мати —  княгиня Деспіна Шервашидзе.
- Дружина — княгиня Ніна Тархан-Моураві, донька генерал-майора, князя Георгія Тархан-Моураві від шлюбу з Софією. Ніна брала участь в роботі чоловіка, була сестрою милосердя на фронті в загоні свого чоловіка і одночасно з ним захворіла на тиф, але одужала. Їхній єдиний син Георгій помер малолітнім.
- Брат — князь Костянтин Ґеловані — грузинський воєначальник. Герой Російсько-японської війни 1904—1905 рр., учасник Першої світової війни. Генерал Грузинської Демократичної Республіки.
- Брат — князь Платон Ґеловані — про долю практично нічого невідомо, розстріляний 10 серпня 1937 року. Засуджений за особистою санкцією Йосипа Сталіна. На розстрільному списку підписи: «ЗА» Сталін, Молотов, Каганович[4].
- Син — князь Георгій Ґеловані — помер малолітнім.